# Nicolas Devort
Nicolas Devort est un acteur, dramaturge et metteur en scène français.

## Biographie

### Enfance et formation
Étudiant en IUT de génie mécanique, il abandonne ses études, quitte Lyon pour Paris où il s'inscrit au cours Florent.

### Carrière
Après plusieurs petits rôles, il monte la compagnie Qui va piano. En 2005, la compagnie monte au festival Off d'Avignon Scènes de la vie extraordinaire en narrations anecdotiques et interludes fredonnés, qui n'attire que quelques spectateurs. Quelques années plus tard, elle présente un spectacle jeune public, Molière dans tous ses éclats !, qui a reçu selon Le Monde un « très bon écho ».
En 2013, il écrit Dans la peau de Cyrano, l'histoire d’un collégien bègue qui va incarner le personnage d'Edmond Rostand. Nicolas Devort interprète l'adolescent, son professeur de français et tous les autres personnages de l'histoire. Télérama écrit au sujet de cette pièce : « Seul en scène, avec pour tout accessoire une chaise, il donne corps aux différents protagonistes, fait naître images et émotions au fil du récit. Une histoire sensible dans laquelle le texte d'Edmond Rostand se lit en filigrane, et un très bon jeu de comédien dans cette alternance virtuose des rôles ». En janvier 2024, la pièce arrive à sa 1000e représentation au théâtre du Ranelagh.
Dans la pièce Le Bois dont je suis fait, son coauteur Julien Cigana et lui interprètent sept personnages, des membres d’une même famille dont les retrouvailles sont heurtées.
Dans la pièce La Valse d’Icare, Nicolas Devort joue seul et tient les rôles d'une quinzaine de personnages, pour lesquels il modifie sa voix, sa posture et ses attitudes.  Le Parisien indique que la mise en scène se réduit à « une chaise, une guitare et un jeu de lumières sur un plateau vide », mais que Nicolas Devort réussit néanmoins à « embarquer dans son histoire », qui a pour thème les rapports filiaux, et dans lequel le personnage principal est un musicien. Dans le Le Bois dont je suis fait, Nicolas Devort chantait déjà un peu, et, dans la La Valse d’Icare, il a donné plus de place à la musique.

## Œuvres
- 2013 : Dans la peau de Cyrano, mise en scène Stéphanie Marino.
- 2017 : Le Bois dont je suis fait, écrit et joué avec Julien Cigana[4],[6].
- 2019 : La Valse d’Icare, mise en scène Stéphanie Marino.
- 2024 : Lisa, mise en scène Clotilde Daniault[7].